# Place Saint-Boniface
La place Saint-Boniface (en néerlandais : Sint-Bonifatiusplein) est un îlot piétonnier situé rue Saint-Boniface, dans la commune bruxelloise d'Ixelles.
En plein centre du quartier Saint-Boniface, entre la rue de la Paix (en face de l'église Saint-Boniface) et la rue Ernest Solvay, elle se distingue par ses façades de style Art nouveau et ses restaurants, bars et terrasses cosmopolites.  
Le quartier Saint-Boniface, délimité par  la chaussée d'Ixelles, la chaussée de Wavre, la rue Longue Vie et  les rues de l’Athénée et Bourré, étant imbriqué à certains endroits dans le quartier Matonge, est souvent considéré comme faisant partie intégrante de ce dernier. 

## Historique
La création du quartier est due à une expansion démographique qui correspond à une phase d'urbanisation rapide de la commune. Cet accroissement commence après la révolution belge de 1830 et continue jusqu’à la Première Guerre mondiale. À la suite de cette expansion, l'arrêté royal du 18 mai 1845 y crée une nouvelle paroisse. Le conseil de fabrique d'église Saint-Boniface achète pour cela un terrain situé le long de la rue de la Paix
Les plans de l'église sont confiés à l'architecte Joseph Jonas Dumont et sa construction débute en mai 1846. L'église sera ouverte au culte dès le 1er avril 1849 malgré le fait qu'elle ne sera pas achevée avant 1857. L'église s'avère cependant trop petite pour le nombre de paroissiens. Son agrandissement est dès lors planifié dans le cadre du projet de réaménagement urbanistique du quartier Saint-Boniface mis en œuvre par l'arrêté royal du 10 mai 1876.  La fabrique d'église Saint-Boniface fait appel à Louis De Curte, un architecte ayant débuté en tant que restaurateur en France sous la direction d'Eugène Viollet-le-Duc, et qui avait de ce fait une connaissance suffisante de l'architecture médiévale.  Le terrain fut cédé le 15 mai 1878 pour l'agrandissement de l'église. Jules Bara, soit le ministre de la justice du deuxième gouvernement libéral de Frère-Orban, s'opposa aux plans de Louis De Curte. Ce n'est qu'en 1884  que la fabrique de l'église obtint le droit de commencer les travaux grâce à Charles Woeste ministre de la Justice du gouvernement Malou. 
En 1902, le territoire paroissial s'étend de l’avenue Louise à l’avenue de la Toison d’Or. Mais à la suite d'un arrêté royal ces deux quartiers reviennent à Notre-Dame du Sablon. Charles Woeste, tente de négocier mais rien n’y fait.
Fin 19e, la rue de la Paix qui longe l’église dénote par ses commerces à la clientèle aisée sans pour autant être bourgeoise, chose étonnante car ce quartier situé entre la porte de Namur et la place Eugène Flagey est historiquement un quartier modeste.
Avant 1900, l'église Saint-Boniface n'avait pas de parvis et les façades faisaient face à l'église. Pour que la rue Saint-Boniface trouve la forme qu'on lui connait actuellement, les expropriations sont lancées en 1898. Un concours architectural pour les façades est organisé en 1899. 
Charles Woeste eut l'honneur d'avoir son buste sur le parvis non seulement pour son combat en tant que paroissien mais aussi pour son rôle de président du Conseil de fabrique de l'église d’Ixelles, de ministre et de grand chef de file du parti catholique ainsi que ministre d'État.

## Description

### Statue

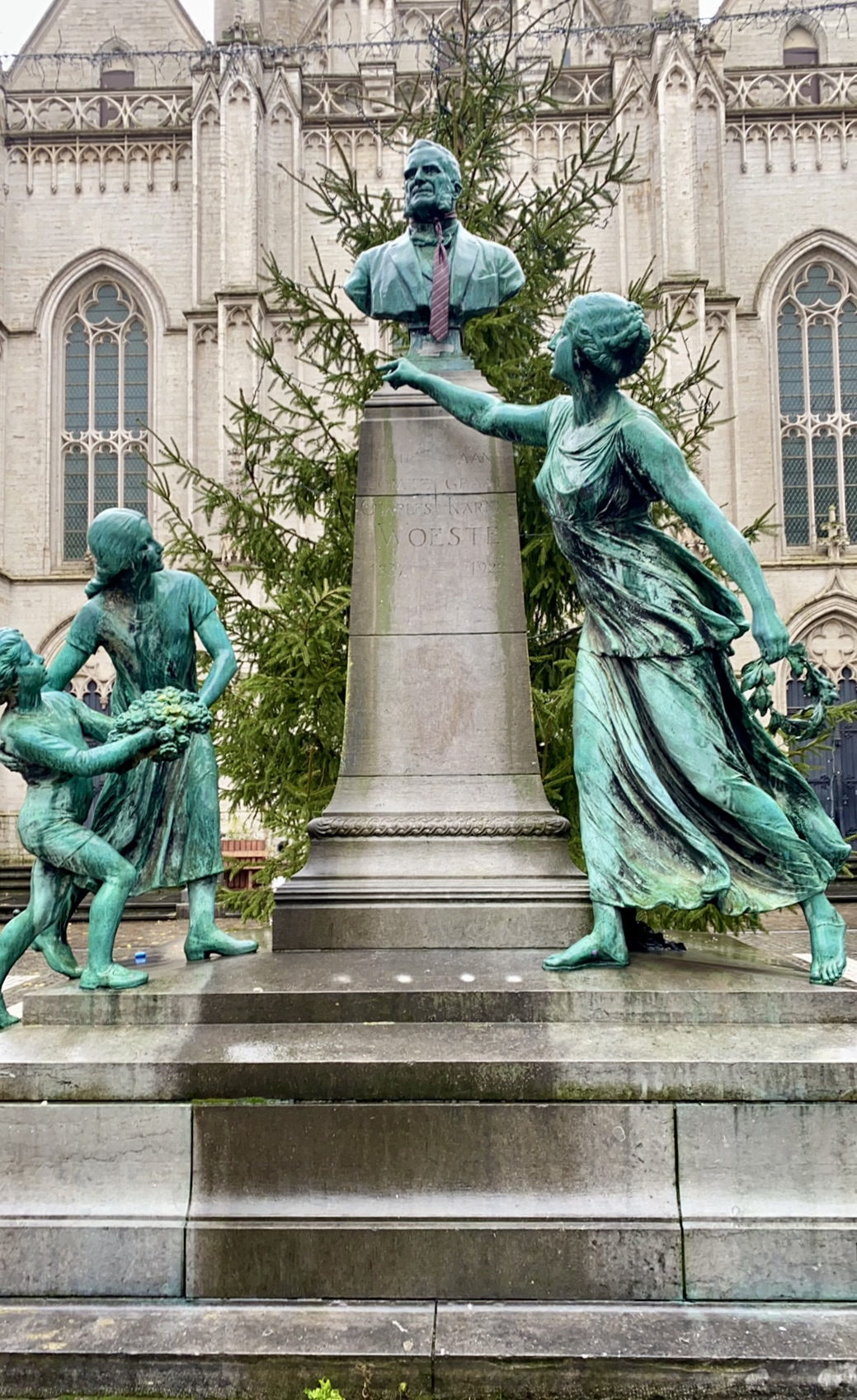
Statue de Charles Woeste se situant sur la place Saint-Boniface. Réalisée par l'artiste Frans Huygelen.

La statue réalisée par Frans Huygelen est composée d’une stèle en pierre surmontée d’un buste en bronze représentant Charles Woeste. Sur le socle au pied de la stèle sont représentés trois personnages en bronze tournés vers le buste: une femme tenant une couronne de lauriers et deux enfants montant les marches avec un bouquet de fleurs. 

### Architecture

#### Église
L’église de style néogothique réalisée par l'architecte Joseph-Jonas Dumont est agrandie par Louis De Curte grâce au soutien de Charles Woeste. La façade est construite en pierre de Gobertange. La composition de la façade en forme pyramidale révèle les trois nefs chacune percées d’un portail. Le tympan quant à lui est décoré d’un bas-relief décrivant la multiplication des pains réalisée par le sculpteur Jean Laumans. La décoration de la façade est abondante, et 35 baies vitrées font pénétrer la lumière au cœur de l’église, 27 d'entre elles étant ornées de vitraux décoratifs. 

#### Les façades de style Art Nouveau
En 1896 est lancé le premier concours d’aménagement commercial du quartier qui visait les devantures de commerces.
Un second concours de façades pour les rues nouvellement créées devant l'église est organisé par la commune d’Ixelles le 15 juillet 1898. Ce concours est un moyen pour celle-ci de contrôler la qualité des immeubles à construire et revendre au plus vite les terrains dont elle est propriétaire. Les architectes qui participent à la compétition ne s'engagent pas, de leur côté,à la construction de leurs immeubles. Ils sont conçus sur des parcelles n’ayant naturellement pas encore de propriétaire. La commune insista sur l’opportunité d’imaginer des maisons d’habitation et d’immeubles à vocations commerciales, suite logique du concours de 1896.
L’ensemble des maisons style Art nouveau construites par Ernest Blerot en 1900 (numéros 15, 17, 19, 20, 22 rue Saint Boniface), Henri Jacobs en 1904 (numéros 7, 9 et 11 rue Saint Boniface) ainsi que Victor Taelemans en 1904 (numéro 32 rue Ernest Solvay)  répond lui aussi à la nécessité de construire des maisons d’habitation et des immeubles à vocations commerciales.
Ernest Blerot imagine différentes méthodes pour lui permettre de travailler rapidement. Il va concevoir un plan traditionnel de l’intérieur de ses maisons : « deux ou trois pièces en enfilade desservies par un couloir et un escalier latéral. Les façades sont conçues selon un nombre limité de schémas, ce qui permet l’interpolation d'éléments singuliers intervenant dans la composition de l’ensemble ». Cette méthode semi-industrielle qui est mise en place va lui permettre de garder une uniformité architecturale tout en créant des unités rythmiques différenciées. En effet, il a dessiné des façades couronnées par des frontons permettant d’insister sur la succession des accents rythmiques verticaux. Quant aux graffites, celles-ci sont pour la majorité, reproduites à l’identique. Les décorations de style « Art nouveau» se limitent principalement aux façades et aux rez-de-chaussée. Elles se caractérisent par des détails architecturaux et décoratifs empruntés à la nature ou à l’architecture médiévale et sont inspirées de la tradition néogothique qui se retrouve également sur la façade de l’église.  Cette technique participe au fait que le style architectural Art nouveau prévale sur l’individualité de chaque construction et donc garantisse un maintien cohérent urbanistique avec le quartier. Chaque baisse est néanmoins, une diversité exigée par les petits commerçants qui souhaitent que leur établissement se distinguent des autres. 
Henri Jacobs construit de son côté trois maisons identiques en façades rouge et pierre avec magasin au rez-de-chaussée et habitation du commerçant aux étages. D’un point de vue stylistique, il s’est inspiré d'éléments typiques de Victor Horta intégrés dans une conception générale plus rationnelle et a intégré des éléments qui rappellent l’architecture néogothique de l’église Saint-Boniface.
Victor Taelemans, quant à lui, ne construit qu’une maison mais dont l’importance est cruciale pour le développement de l’architecture des années 1920 et 1930. En effet, celle-ci illustre une tendance de l’Art nouveau moins connue du public. Le style de cette façade se démarque de celles d'Ernest Blerot et d'Henri Jacobs par le dépouillement de son ornementation et l'audace de sa composition. Elle est d'inspiration géométrique mais est marquée par une très forte asymétrie. La stylisation rigoureuse des ferronneries de la porte d'entrée et du balcon est caractéristique du style géométrique. 
Certaines de ces maisons sont classées, notamment la maison personnelle de l'architecte Victor Taelemans située au numéro 32 de la rue Ernest Solvay, les maisons numéros 12 à 22 rue Ernest-Solvay ainsi que celles de la rue Saint-Boniface numéros 15 à 19 ainsi que 20 et 22 à Ixelles.

## Vie sociale

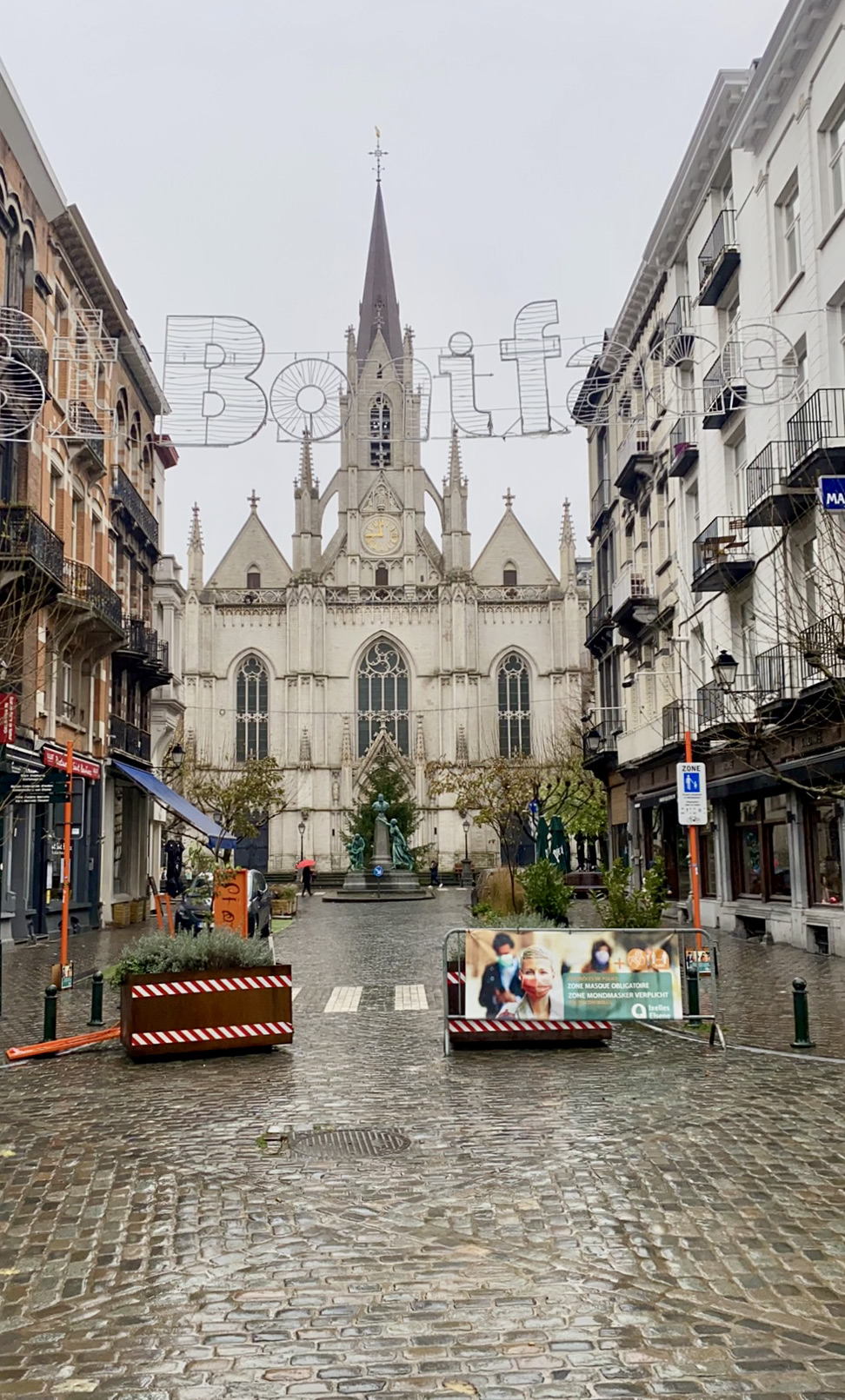
Piétonnier de la place Saint-Boniface.

La place Saint-Boniface, piétonnière depuis juin 2020, est connue pour son ambiance cosmopolite grâce à sa localisation dans le quartier Matonge. 
On trouve également dans le quartier beaucoup de restaurants de cuisine diverse et variée.  
La proximité de la place avec l'administration communale d'Ixelles bénéficie grandement aux commerces et restaurants de la place et ses alentours. Il s'y trouve également l'antenne belge de l'ONG Médecins sans frontières.  
Elle est également connue pour sa proximité avec différentes écoles dont l'Institut Saint-Boniface Parnasse, établissement secondaire du réseau des écoles catholique de l'enseignement libre, et l'école du Bois Sauvage, école de jury central.  
Une brocante a lieu chaque année sur la place Saint-Boniface et les rues aux alentours.  

### Culture
La place est à proximité de divers lieux culturels, entre autres deux cinémas (l'UGC toison d'or et le Vendôme) et deux théâtres (le Théâtre Mercelis et le Théâtre de la Toison d'or). 
La place est proche d'institutions communales telles que la Bibliothèque communale francophone d'Ixelles,  la ludothèque communale d'Ixelles et le musée communal des Beaux-Arts d'Ixelles.   
Les abords de la place contiennent également de nombreuses références au passé colonial de la Belgique. On retrouve notamment la future place Lumumba derrière l'église Saint-Boniface et la rue Major René-Dubreucq à 300 m de la place. Le quartier Matonge est un lieu incontournable dans la commune d'Ixelles car il contient une multitude de références à la culture congolaise.